# Richard von Mirus
Florentin Richard Mirus, seit 1866 von Mirus (* 17. Oktober 1812 in Berlin; † 5. Oktober 1880 in Wiesbaden) war ein preußischer Generalleutnant und Kommandeur der 7. Division.

## Leben

### Herkunft
Richard war ein Sohn des Geheimen Oberfinanzrat Johann Christian Mirus († 1827) und dessen Ehefrau Frederike Luise Florentine, geborene Schultz († 1826).

### Militärkarriere
Jutta DitfurthNach dem Besuch des Französischen Gymnasiums in Berlin trat Mirus am 6. September 1831 in das 10. Husaren-Regiment der Preußischen Armee ein und avancierte bis Anfang März 1833 zum Sekondeleutnant. Auf ein Jahr war er ab Oktober 1840 zur Lehr-Eskadron kommandiert und stieg am 1. Juli 1843 zum Regimentsadjutanten auf. In dieser Eigenschaft verlieh ihm sein Regimentschef Herzog Wilhelm von Braunschweig Anfang September 1843 das Ritterkreuz des Ordens Heinrichs des Löwen. Am 27. März 1847 wurde Mirus zunächst als Adjutant der 4. Kavallerie-Brigade in Stargard und nach seiner Beförderung zum Premierleutnant in gleicher Eigenschaft am 9. Oktober 1847 der 4. Division kommandiert. In dieser Eigenschaft nahm er im Jahr darauf bei der Niederschlagung der Unruhen in Polen an den Gefechten bei Tzremesno und Wreschen teil.
Mirus avancierte am 18. Dezember 1851 zum Rittmeister und Eskadronchef in seinem Stammregiment. Am 3. Juli 1856 erhielt er das Dienstkreuz und unter Beförderung zum Major erfolgte am 27. August 1857 seine Versetzung in den Großen Generalstab. Daran schloss sich ab Mitte Januar 1858 eine Verwendung im Generalstab der 1. Garde-Division an und zugleich war er ab Oktober 1858 auch als Direktor der Divisionsschule in Potsdam tätig. Bei der Mobilmachung anlässlich des Sardinischen Krieges wurde Mirus Generalstabsoffizier der 1. Garde-Infanterie-Division und am 28. Juni 1859 für die weitere Dauer des mobilen Verhältnisses Kommandeur des 2. Garde-Landwehr-Kavallerie-Regiments.
Bei der Demobilisierung verblieb Mirus zunächst in seiner Stellung als Generalstabsoffizier, wurde aber dem Garde-Husaren-Regiment zugeteilt und in vorkommenden Fällen mit der Vertretung des Kommandeurs dieses Verbandes beauftragt. Mitte November 1859 kehrte er in den Großen Generalstab zurück. Am 12. Mai 1860 beauftragte man ihn mit der Führung des neuformierten kombinierten Garde-Ulanen-Regiments, aus dem sich zum 1. Juli 1860 das 3. Garde-Ulanen-Regiment hervorging. Mit diesem Datum erfolgte seine Ernennung zum Regimentskommandeur. Mirus erhielt am 11. Juni 1864 den Sankt-Stanislaus-Orden II. Klasse mit Krone und stieg bis Ende des Monats zum Oberst auf. Im Krieg gegen Österreich war er 1866 bei der Avantgarde der 2. Garde-Division und nahm an den Kämpfen bei Hutberg, Trautenau und Soor, Königinhof sowie Königgrätz teil. Bei Červená Hora wurde er verwundet. Für sein Wirken zeichnete ihn König Wilhelm I. am 20. September 1866 mit dem Komturkreuz des Königlichen Hausordens vom Hohenzollern mit Schwertern aus und einen Tag später erhob er Mirus in den erblichen preußischen Adelsstand. Außerdem bekam er das Mecklenburgische Militärverdienstkreuz, wurde am 30. Oktober 1866 als Kommandeur der 15. Kavallerie-Brigade nach Köln versetzt und am 22. März 1868 zum Generalmajor befördert.
Bei der Mobilmachung anlässlich des Krieges gegen Frankreich erhielt Mirus das Kommando über die mobile 6. Kavallerie-Brigade, die er in den Schlachten bei Noisseville, Amiens, Bapaume und Saint-Quentin sowie in den Gefechten bei Borny und Querrieux führte. Ausgezeichnet mit beiden Klassen des Eisernen Kreuzes übernahm er nach dem Friedensschluss wieder seine Brigade in Köln. Am 17. August 1871 wurde Mirus zu den Offizieren von der Armee versetzt und mit der Neuformation der Kavallerie der Württembergischen Armee kommandiert. Am 27. Juni 1872 wurde er von diesem Kommando entbunden und mit dem Rang und den Kompetenzen eines Divisionskommandeurs versehen. Am 19. September 1872 kommandierte man ihn zur Vertretung des Kommandeurs der 7. Division. Er wurde am 23. März 1873 zum Generalleutnant befördert und vier Tage später zum Kommandeur dieses Großverbandes ernannt. In dieser Eigenschaft erhielt er am 8. September 1873 den Stern zum Roten Adlerorden II. Klasse mit Eichenlaub. Unter Verleihung des Kronen-Ordens I. Klasse wurde Mirus am 15. Oktober 1874 mit Pension zur Disposition gestellt. Er starb am 5. Oktober 1880 in Wiesbaden.

## Werke
Er veröffentlichte 1871 den Leitfaden für den Kavalleristen bei seinem Verhalten in und ausser dem Dienste, der auch ins Englische übersetzt wurde.

### Familie
Mirus heiratete am 20. Juni 1848 in Stettin Franziska Schach von Wittenau (1827–1853), eine Tochter des Generalmajor Leopold Schach von Wittenau. Das Paar hatte mehrere Kinder:
- Franziska (1849–1862)
- Richard (1852–1870), gefallen bei St. Privat